# Scolecophis atrocinctus
Scolecophis atrocinctus es una especie de serpiente que pertenece a la familia Colubridae y al género monotípico Scolecophis. La especie es terrestre y ovípara; se alimenta principalmente de ciempiés; también insectos y arácnidos.

## Distribución geográfica y hábitat
Es nativo de Guatemala, El Salvador, Honduras, Nicaragua y Costa Rica. Su rango altitudinal oscila entre 1 y 1530 m s. n. m.. Su hábitat natural son los bosques secos y marginalmente los bosques húmedos, tanto primarios como secundarios.

## Estado de conservación
Se encuentra ligeramente amenazada por la pérdida de su hábitat natural.